# Lakšárska Nová Ves
Lakšárska Nová Ves é um município da Eslováquia, situado no distrito de Senica, na região de Trnava. Tem 36,939 km² de área e sua população em 2019 foi estimada em 1143 habitantes.

## Demografia
| Ano:        | 1994 | 2004   | 2014   | 2024   |
| ----------- | ---- | ------ | ------ | ------ |
| Broj ljudi: | 996  | 1025   | 1077   | 1099   |
| Razlika:    |      | +2,91% | +5,07% | +2,04% |

| Ano:               | 2023 | 2024   |
| ------------------ | ---- | ------ |
| Número de pessoas: | 1103 | 1099   |
| Diferença:         |      | -0,36% |